# Neobathymysis renoculata
Neobathymysis renoculata är en kräftdjursart som först beskrevs av W. M. Tattersall 1951.  Neobathymysis renoculata ingår i släktet Neobathymysis och familjen Mysidae. Inga underarter finns listade i Catalogue of Life.